# Eastern District
Eastern District is een van de achttien districten van Hongkong en gelegen op het oostelijke deel van Hongkong Island. Er wonen 529.603 inwoners (2021). Het district bestaat uit de volgende buurten:
- Causeway Bay
- Tin Hau (buurt)
- Fortress Hill
- North Point
- Tai Koo
- Quarry Bay
- Shau Kei Wan
- Heng Fa Chuen
- Chai Wan
- Siu Sai Wan